# قسم سردابة الريفي (مقاطعة أردبيل)
قسم سردابة الريفي (بالفارسية: دهستان سردابه) هي قسم تقع في إيران في قسم. يقدر عدد سكانها بـ 20,579 نسمة .